# Dymitr (Royster)
Dymitr, imię świeckie Robert Roscoe Royster (ur. 2 listopada 1923 w Teague, zm. 28 sierpnia 2011 w Dallas) – biskup Kościoła Prawosławnego w Ameryce.

## Życiorys
Urodził się w rodzinie baptystów. W wieku 18 lat, po samodzielnym poznawaniu prawosławia i rozmowach z greckim biskupem Atenagorasem, wspólnie ze swoją siostrą przyjął tę religię w cerkwi Trójcy Świętej w Dallas. W momencie konwersji otrzymał imię Dymitr. Studiował wówczas na Uniwersytecie Stanowym Północnego Teksasu. W 1943 zaciągnął się do armii amerykańskiej. Po odbyciu specjalnego przygotowania został dołączony do sztabu gen. MacArthura jako tłumacz języka japońskiego.
Po II wojnie światowej ukończył studia wyższe i rozpoczął pracę jako lektor języka hiszpańskiego na Południowym Uniwersytecie Metodystycznym w Dallas. W 1949 został profesorem literatury hiszpańskiej. W 1954 przyjął święcenia diakońskie, a następnie kapłańskie z rąk biskupa Bohdana z Ukraińskiego Kościoła Prawosławnego Stanów Zjednoczonych w jurysdykcji Patriarchatu Konstantynopolitańskiego. W Dallas zorganizował parafię św. Serafina z Sarowa, pierwszą anglojęzyczną prawosławną placówkę duszpasterską w mieście. Razem z parafią przeszedł w 1958 w jurysdykcję autonomicznej Metropolii Rosyjskiego Kościoła Prawosławnego – poprzedniczki Kościoła Prawosławnego w Ameryce.
Do 1969 pozostawał proboszczem parafii św. Serafima. Prowadził przy tym działalność misyjną wśród ludności hiszpańskojęzycznej. W 1969 został wyświęcony na biskupa pomocniczego diecezji Zachodu z tytułem biskupa Berkeley. Następnie od 1970 do 1971 był biskupem pomocniczym metropolity całej Ameryki i Kanady Ireneusza.
W 1972 przeniesiony na katedrę Hartford i Nowej Anglii. W 1978, po powstaniu Diecezji Południa ze stolicą w Dallas został jej pierwszym ordynariuszem z katedrą w cerkwi św. Serafina w Dallas. W czasie zarządzania diecezją powiększył liczbę działających na jej terenie parafii z kilku placówek na Florydzie i w stanie Teksas do 60. W 1993 Święty Synod Kościoła Prawosławnego w Ameryce podniósł go do godności arcybiskupiej. Równocześnie był głową Egzarchatu Meksyku, na terenie którego prowadził działalność misyjną wśród rdzennych oraz hiszpańskojęzycznych mieszkańców, tłumacząc prawosławne teksty liturgiczne na język hiszpański.
W 1977 uzyskał większość głosów członków Soboru Wszechamerykańskiego w czasie wyborów nowego zwierzchnika Kościoła Prawosławnego w Ameryce. Nie była to jednak liczba głosów wymagana do objęcia urzędu. Z tego powodu o obsadzeniu godności metropolity całej Ameryki i Kanady zdecydował Synod Biskupów, wskazując arcybiskupa Zachodniej Pennsylwanii Teodozjusza, uznając, że duchowny wywodzący się z prawosławnej rodziny, pełniący obowiązki (locum tenens) metropolii zapewni kontynuację działalności emerytowanego metropolity Ireneusza.
Przez 25 lat był redaktorem naczelnym miesięcznika diecezji Południa, The Dawn (Poranek). W okresie sprawowania przez niego urzędu biskupa Południa w diecezji powstało kilkadziesiąt nowych parafii i placówek misyjnych.
Po ustąpieniu z urzędu przez metropolitę Hermana 4 września 2008 pełnił funkcję locum tenens (z arcybiskupem Serafinem (Storheimem) jako drugim administratorem) Kościoła do momentu wyboru nowego zwierzchnika – metropolity Jonasza.
W marcu 2009 na własną prośbę odszedł w stan spoczynku.
W sierpniu 2011 trafił do szpitala w związku z infekcją dróg moczowych. W tym samym miesiącu zmarł. Został pochowany na cmentarzu Restland w Dallas. W 2016 jego szczątki przeniesiono do urządzonej specjalnie na ten cel kaplicy w soborze św. Serafina z Sarowa w Dallas.